# Đội tuyển bóng đá quốc gia Antigua và Barbuda
Đội tuyển bóng đá quốc gia Antigua và Barbuda là đội tuyển cấp quốc gia của Antigua và Barbuda do Hiệp hội bóng đá Antigua và Barbuda quản lý.

## Thành tích tại các giải đấu

### Giải vô địch thế giới
- 1930 đến 1970 - Không tham dự
- 1974 - Không vượt qua vòng loại
- 1978 - Không tham dự
- 1982 - Không tham dự
- 1986 đến 2022 - Không vượt qua vòng loại

### Cúp Vàng CONCACAF
- 1991 - Không tham dự
- 1993 đến 2023 - Không vượt qua vòng loại

## Cầu thủ

### Đội hình hiện tại
23 cầu thủ dưới đây được triệu tập tham dự vòng loại World Cup 2022 gặp Grenada và El Salvador vào tháng 6 năm 2021.

Số liệu thống kê tính đến ngày 8 tháng 6 năm 2021 sau trận gặp El Salvador.

| 1  | TM | Jayden Martin         | 7 tháng 11, 2002  | 1  | 0  | Ottos             |  |  |
| 18 | TM | Molvin James          | 8 tháng 5, 1989   | 48 | 0  | Tryum             |  |  |
| 21 | TM | Murphy Parker         | 16 tháng 8, 1990  | 2  | 0  | Swetes            |  |  |
|    |    |                       |                   |    |    |                   |  |  |
| 3  | HV | Aaron Taylor-Sinclair | 8 tháng 4, 1991   | 1  | 0  | Livingston        |  |  |
| 4  | HV | Karanja Mack          | 24 tháng 8, 1987  | 55 | 0  | Parham            |  |  |
| 5  | HV | Daniel Bowry          | 29 tháng 4, 1998  | 9  | 1  | Wealdstone        |  |  |
| 8  | HV | Kendukar Challenger   | 24 tháng 1, 1997  | 5  | 0  | All Saints United |  |  |
| 13 | HV | Tamorley Thomas       | 28 tháng 7, 1983  | 63 | 12 | Greenbay          |  |  |
| 17 | HV | Jervez Lee            | 10 tháng 9, 1992  | 3  | 0  | Ottos             |  |  |
|    |    |                       |                   |    |    |                   |  |  |
| 6  | TV | Thomas Bramble        | 9 tháng 5, 2001   | 2  | 0  | Dover Athletic    |  |  |
| 7  | TV | Eugene Kirwan         | 1 tháng 1, 1993   | 18 | 1  | Greenbay          |  |  |
| 11 | TV | Quinton Griffith      | 27 tháng 2, 1992  | 65 | 9  | Five Islands      |  |  |
| 14 | TV | Ronaldo Flowers       | 9 tháng 3, 2003   | 2  | 0  | Villa             |  |  |
| 19 | TV | D'Andre Bishop        | 2 tháng 10, 2002  | 10 | 2  | Ottos             |  |  |
| 20 | TV | Denie Henry           | 7 tháng 5, 1998   | 4  | 0  | Parham            |  |  |
| 23 | TV | Joshua Parker         | 1 tháng 12, 1990  | 31 | 5  | Burton Albion     |  |  |
|    | TV | Leroy Graham          | 7 tháng 12, 1999  | 8  | 0  | Five Islands      |  |  |
|    |    |                       |                   |    |    |                   |  |  |
| 12 | TĐ | Rhys Browne           | 16 tháng 11, 1995 | 11 | 2  | Sutton United     |  |  |
| 16 | TĐ | Peter Byers           | 20 tháng 10, 1984 | 92 | 44 | SAP               |  |  |
| 22 | TĐ | Javorn Stevens        | 9 tháng 5, 1998   | 17 | 1  | Greenbay          |  |  |
|    | TĐ | Junior Benjamin       | 13 tháng 8, 1992  | 14 | 3  | Ottos             |  |  |
|    | TĐ | D'Jarie Sheppard      | 28 tháng 6, 2003  | 3  | 0  | Willikies         |  |  |

### Triệu tập gần đây
Các cầu thủ dưới đây được triệu tập trong vòng 24 tháng.
| HV | Zaine Francis-Angol    | 30 tháng 6, 1993 | 19 | 0 | Hartlepool United | v. Quần đảo Virgin thuộc Mỹ, 27 tháng 3 năm 2021 |  |  |
| HV | Mahlon Romeo           | 19 tháng 9, 1995 | 12 | 0 | Millwall          | v. Quần đảo Virgin thuộc Mỹ, 27 tháng 3 năm 2021 |  |  |
| HV | Jajuan Williams        | 24 tháng 1, 2001 | 1  | 0 | Old Road          | v. Quần đảo Virgin thuộc Mỹ, 27 tháng 3 năm 2021 |  |  |
|    |                        |                  |    |   |                   |                                                  |  |  |
| TV | Calaum Jahraldo-Martin | 27 tháng 4, 1993 | 23 | 5 | no club           | v. Quần đảo Virgin thuộc Mỹ, 27 tháng 3 năm 2021 |  |  |
| TV | Juwan Roberts          | 5 tháng 4, 1996  | 8  | 0 | Swetes            | v. Quần đảo Virgin thuộc Mỹ, 27 tháng 3 năm 2021 |  |  |
|    |                        |                  |    |   |                   |                                                  |  |  |
| TĐ | Zayn Hakeem            | 15 tháng 2, 1999 | 0  | 0 | Coleshill Town    | v. Quần đảo Virgin thuộc Mỹ, 27 tháng 3 năm 2021 |  |  |